# Novopavlivka (Țebrîkove), Rozdilna
Novopavlivka (în ucraineană Новопавлівка) este un sat în comuna Țebrîkove din raionul Rozdilna, regiunea Odesa, Ucraina.

## Demografie
Componența lingvistică a localității Novopavlivka
     Ucraineană (77,78%)
     Rusă (22,22%)
Conform recensământului din 2001, majoritatea populației localității Novopavlivka era vorbitoare de ucraineană (77,78%), existând în minoritate și vorbitori de rusă (22,22%).